# Francesco Luci
Francesco Luci (anche Francesco Luzi, Francesco Lucio Durantino; in latino: Franciscus Lucius Durantinus) (Urbania, fine XV secolo – metà XVI secolo) è stato un umanista e letterato italiano, attivo a Urbino e Venezia nella prima metà del 1500.

## Biografia
Francesco Luci nacque alla fine del XV secolo a Casteldurante (conosciuta dal 1636 come Urbania), nel Ducato di Urbino, e proprio in virtù del luogo natale fu soprannominato "Durantino". Visse sotto Francesco Maria I della Rovere, duca di Urbino, e scrisse il De optima Reipublicae gubernatione, pubblicato a Venezia nel 1522: trattato sul miglior governo di una repubblica e in particolare su quello della Repubblica di Venezia. L'opera fu dedicata al doge Antonio Grimani.
Francesco Luci fu anche autore di un De componendis carminibus opusculum (1523) e della traduzione di alcune opere dal latino: il De architectura di Marco Vitruvio Pollione traducto di latino in vulgare (1524 e 1535), le Astuzie militari di Sesto Giulio Frontino (1536, 1541 e 1543) e il De octo orationis partibus di Elio Donato (1537).
Come riporta don Tommaso Moro nel suo Biblioteca Picena, il prolifico storico e umanista della corte ducale Sebastiano Macci Durantino, vissuto nel XVI secolo, attribuì a Francesco Luci altre opere per lo più scritte in latino e disperse: De arte metrica, seu de ratione conficiendorum versuum, De rerum grammaticalium observatione, De immenso Urbis excidio, quod sub Clemente VII Pontifice Max. contigit (cioè il Sacco di Roma del 1527), De necessaria Concilii Tridentini indictione, Volumen variarum dissertationum, Volumen Orationum.
Secondo lo storico don Enrico Rossi, Francesco Luci fu anche «valente architetto (...) Onorò Castel Durante sua patria col versatile ingegno anche nella musica, lasciando manoscritti pregevolissimi».
All'inizio del Novecento il comune di Urbania ha intitolato una strada cittadina a ricordo di Francesco Luzi.

## Opere conservate
- Francisci Lucii Durantini De optima Reipublicae gubernatione, libri duo. Item De amplissimis laudibus Venetae urbis, deque eius disciplina, et recta gubernantium ratione, liber unus. Quae omnia peraccurate elustrata in mediam nuper prodeunt lucem, Venetia, per Ioannem Antonium Nicolini da Sabbio & fratres, 1522 mense Iunio.
- Francisci Lucii Durantini De componendis carminibus opusculum, ordine, brevitate, facilitate perquam commodum, Venetiis, per Io. Antonium, et fratres de Sabio, 1523.
- M.L. Vitruvio Pollione de Architectura traducto di Latino in Vulgare dal vero exemplare con le figure a li soi loci con mirando ordine insignito: con la sua tabula alphabetica: per la quale potrai facilmente trovare la moltitudine de li vocabuli a li soi loci con summa diligentia expositi: et enucleati: mai più da niuno altro fin al presente facto ad immensa utilitate di ciascuno studioso (a cura di Francesco Lucio Durantino), Venezia, Fratelli da Sabio, 1524.

Rieditato come M.L. Vitruvio Pollione Di architettura dal vero esemplare latino nella volgar lingua tradotto: e con le figure a suoi luoghi con mirando ordine insignito. Anchora con la tavola alfabetica: nella quale facilmente si potrà trovare la moltitudine de vocaboli a suoi luoghi con gran diligenza esposti e dichiarati: mai più da alcun altro sin al presente stampato a grande utilità di ciascun studioso (a cura di Francesco Lucio Durantino), Venezia, Niccolò Zoppino, 1535.
- Astutie militari di Sesto Iulio Frontino huomo consolare, di tutti li famosi et eccellenti Capitani Romani, Greci, Barbari, et Hesterni (tradotto dal latino in volgare da Francesco Lutio Durantino), Venezia, Nicolini da Sabio, 1536 (testo disponibile anche su Internet Archive).

Rieditato a Venezia, per Comin de Trino, nel 1541 e ancora, per Luigi Torti, nel 1543.
- Absolutissima Aelii Donati editio de octo orationis partibus, longe caeteris melior, clariorque, ex Diomedis, Prisciani, Servii, Donati, & Aldi Manutii Ro. libris potissimum collecta, et diligenter excusa. Francisco Lutio Durantino authore. Item Catonis disticha moralia, cum scholiis Erasmi Roterodami, Venezia, Bartolomeo Zanetti, 1537